# Subdivisions de Jyväskylä
Ceci est une liste de subdivisions administratives de Jyväskylä en Finlande,.

## Présentation
Jyväskylä est découpé en 14 districts (finnois : suuralueet) et 86 quartiers (finnois : kaupunginosat).
Les subdivisions sont celles utilisées par l'administration de la ville.

## Liste des subdivisions
| No | Districts                | Quartier             |
| -- | ------------------------ | -------------------- |
| 1  | Kantakaupunki            | Keskusta             |
| 2  | Kantakaupunki            | Harju                |
| 3  | Kantakaupunki            | Puistola             |
| 4  | Kantakaupunki            | Lutakko              |
| 5  | Kantakaupunki            | Mattilanpelto        |
| 6  | Kantakaupunki            | Mäki-Matti           |
| 9  | Kantakaupunki            | Kukkumäki            |
| 11 | Kantakaupunki            | Nisula               |
| 12 | Kantakaupunki            | Taulumäki            |
| 14 | Kantakaupunki            | Tourula              |
| 29 | Kantakaupunki            | Mannila              |
| 7  | Kypärämäki-Kortepohja    | Kypärämäki           |
| 8  | Kypärämäki-Kortepohja    | Savela               |
| 17 | Kypärämäki-Kortepohja    | Kortepohja           |
| 38 | Kypärämäki-Kortepohja    | Ruoke                |
| 13 | Lohikoski-Seppälänkangas | Lohikoski            |
| 19 | Lohikoski-Seppälänkangas | Seppälänkangas       |
| 48 | Lohikoski-Seppälänkangas | Tyyppälä             |
| 64 | Lohikoski-Seppälänkangas | Ankeriasjärvi        |
| 15 | Huhtasuo                 | Kangasvuori          |
| 20 | Huhtasuo                 | Huhtasuo             |
| 22 | Kuokkala                 | Ristonmaa            |
| 23 | Kuokkala                 | Kuokkala             |
| 24 | Kuokkala                 | Kuokkalanpelto       |
| 25 | Kuokkala                 | Ristikivi            |
| 26 | Kuokkala                 | Nenäinniemi          |
| 27 | Kuokkala                 | Hämeenlahti          |
| 18 | Keltinmäki-Myllyjärvi    | Keltinmäki           |
| 35 | Keltinmäki-Myllyjärvi    | Taka-Keljo           |
| 36 | Keltinmäki-Myllyjärvi    | Hanhiperä            |
| 37 | Keltinmäki-Myllyjärvi    | Valkeamäki           |
| 10 | Keljo                    | Keljo                |
| 21 | Keljo                    | Keljonkangas         |
| 28 | Keljo                    | Sääksvuori           |
| 30 | Keljo                    | Etelä-Keljo          |
| 16 | Halssila                 | Halssila             |
| 31 | Säynätsalo               | Säynätsalo           |
| 32 | Säynätsalo               | Lehtisaari           |
| 33 | Säynätsalo               | Muuratsalo           |
| 34 | Säynätsalo               | Kinkovuori           |
| 58 | Tikkakoski-Nyrölä        | Nyrölä               |
| 60 | Tikkakoski-Nyrölä        | Kuikka               |
| 61 | Tikkakoski-Nyrölä        | Tikka-Mannila        |
| 62 | Tikkakoski-Nyrölä        | Tikkakoski           |
| 63 | Tikkakoski-Nyrölä        | Kuukanpää            |
| 41 | Palokka-Puuppola         | Palokka              |
| 42 | Palokka-Puuppola         | Mannisenmäki         |
| 43 | Palokka-Puuppola         | Rippalanmäki         |
| 44 | Palokka-Puuppola         | Haukkamäki           |
| 45 | Palokka-Puuppola         | Kirri                |
| 46 | Palokka-Puuppola         | Heikkilä             |
| 47 | Palokka-Puuppola         | Pappilanvuori        |
| 49 | Palokka-Puuppola         | Hiekkapohja          |
| 50 | Palokka-Puuppola         | Matinmäki            |
| 51 | Palokka-Puuppola         | Jylhänperä           |
| 52 | Palokka-Puuppola         | Puuppola             |
| 53 | Palokka-Puuppola         | Saarenmaa            |
| 57 | Palokka-Puuppola         | Vertaala             |
| 65 | Vaajakoski-Jyskä         | Sulunperä            |
| 66 | Vaajakoski-Jyskä         | Jyskä                |
| 67 | Vaajakoski-Jyskä         | Väinölä              |
| 68 | Vaajakoski-Jyskä         | Haapaniemi           |
| 69 | Vaajakoski-Jyskä         | Vaajakoski           |
| 70 | Vaajakoski-Jyskä         | Kaunisharju          |
| 71 | Vaajakoski-Jyskä         | Tölskä               |
| 72 | Vaajakoski-Jyskä         | Kanavuori            |
| 73 | Vaajakoski-Jyskä         | Hupeli               |
| 74 | Vaajakoski-Jyskä         | Laajaranta           |
| 75 | Vaajakoski-Jyskä         | Oravasaari           |
| 76 | Vaajakoski-Jyskä         | Pohjola              |
| 77 | Vaajakoski-Jyskä         | Pitkäjärvi           |
| 78 | Vaajakoski-Jyskä         | Leppälahti           |
| 79 | Vaajakoski-Jyskä         | Mehtovuori           |
| 54 | Kuohu-Vesanka            | Vesanka              |
| 55 | Kuohu-Vesanka            | Kuohu                |
| 56 | Kuohu-Vesanka            | Varsalanperä         |
| 80 | Korpilahti               | Kirkonmäki           |
| 81 | Korpilahti               | Ikolanmäki           |
| 82 | Korpilahti               | Iloniemi             |
| 83 | Korpilahti               | Kemppaisenmäki       |
| 84 | Korpilahti               | Kotamäki             |
| 85 | Korpilahti               | Tähtiniemi           |
| 86 | Korpilahti               | Korpiaho-Heinosniemi |
| 87 | Korpilahti               | Tikkala              |
| 88 | Korpilahti               | Hirvimäki-Puolakka   |
| 89 | Korpilahti               | Vespuoli             |